# Machiko Hasegawa
Pour les articles homonymes, voir Hasegawa.
Machiko Hasegawa (長谷川 町子, Hasegawa Machiko), née à Saga le 30 janvier 1920 et morte le 27 mai 1992, est une mangaka japonaise.

## Biographie

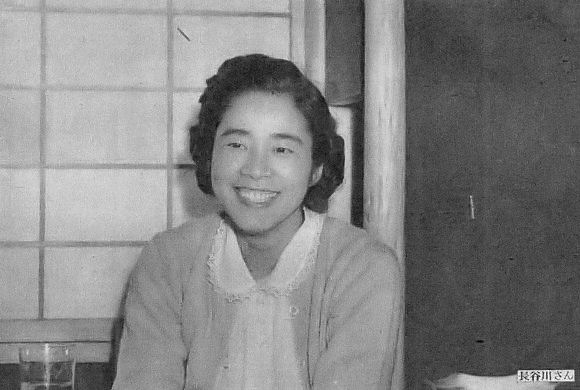
Machiko Hasegawa en 1949.

Machiko Hasegawa commence sa série Sazae-san en 1946. Publiée quotidiennement par le Asahi Shinbun entre 1949 et 1974, cette série sous forme de strips de quatre cases (yonkoma) acquère une diffusion nationale. Sazae-san raconte la vie d'une femme au foyer et de sa famille, et montre l'évolution de la société japonaise après la guerre, entre traditions et influence de l'occident. La série est adaptée sous forme de pièces radiophoniques en 1955 puis en série d'animation hebdomadaire en 1969, toujours diffusée en 2021. Quelques extraits ont paru en anglais sous le titre The Wonderful World of Sazae-san, mais aucune traduction française n'existe encore.
Célibataire, Hasegawa publie ses albums dans la maison d'édition dirigée par sa sœur. Elle est aussi l'autrice de Eipuron Obasan et Ijiwaru Basan (sur une grand-mère farceuse). Elle ouvre en 1985 une galerie à Tokyo qui expose ses dessins. En 1991, elle reçoit le Prix du ministre de l'éducation de l'Association des auteurs de bande dessinée japonais pour Sazae-san.
Après sa mort, le 27 mai 1992, elle reçoit le prix d'honneur de la Nation la même année et sa galerie devient un musée, le musée d'Art Machiko-Hasegawa. Son œuvre était et reste extrêmement populaire au Japon. Au milieu des années 1990, les ayants droit de Hasegawa ont vendu plus de soixante millions d'exemplaires, pour le seul Japon.

### Études
- Hiroko Sato, « Aperçu des mutations de la famille japonaise au XXe siècle à travers trois mangas », Clio no 19, 2004.